# Hebridochernes monstruosus
Hebridochernes monstruosus es una especie de arácnido  del orden Pseudoscorpionida de la familia Chernetidae.

## Distribución geográfica
Se encuentra en las Islas Salomón.